# Mia De Schamphelaere
Mia G.R. De Schamphelaere, née le 28 mai 1961 à Wilrijk est une femme politique belge flamande, membre du CD&V.
Elle est licenciée en droit et fut auditrice à la Cour des comptes.
Dans le cadre de la lutte contre les agressions sexuelles commises par des membres de l'Église catholique belge, Mia De Schamphelaere est coordinatrice des points de contact flamands afin de recueillir le témoignage des victimes .
Elle est chevalier de l'Ordre de Léopold.

## Distinctions
- Chevalier de l'ordre de Léopold

## Fonctions politiques
- Échevine d'Edegem.
- Présidente de la commission de la Justice.
- Membre du parlement flamand du 21 mai 1995 au 13 juin 1999.
- Sénatrice cooptée du 14 juillet 1999 au 10 juin 2007.
- Députée fédérale du 10 juin 2007 au 12 mai 2010.